# Следуй мечте
«Следуй мечте» (англ. Follow That Dream) — музыкальный фильм 1962 года. Картина основана на романе Ричарда Уолтера Пауэлла — «Пионер, иди домой!» (англ. Pioneer, Go Home).
Слоган фильма: «Хотите воодушевления? Самый весёлый… Самый счастливый… Самый мечтательный… Кинофильм Пресли!» (англ. Want a Lift? Elvis Presley’s Funniest… Happiest… Dreamiest… Motion Picture!).

## Сюжет
Бродячая семья Квимперов путешествует по Флориде. Когда на одном из шоссе у них кончается бензин, глава семьи решает поселиться прямо у дороги, основав в этих живописных местах небольшую общину. Случайная встреча с энергичным рыбаком (Герберт Радли) вдохновляет их на создание собственного бизнеса, рассчитанного на любителей спортивной рыбалки…

## В ролях
- Элвис Пресли — Тоби Квимпер
- Энн Хельм — Холли Джонс
- Артур О’Коннелл — Поп Квимпер
- Джоанна Мур — Алиша Клейпул
- Джек Крушен — Кармин
- Саймон Оуклэнд — Ник
- Роланд Уинтерс — Джад
- Алан Хьюит — Х. Артур Кинг
- Говард МакНир — Джордж
- Фрэнк де Кова — Джек
- Герберт Радли — Мр. Эндикотт

## Даты премьер
Даты приведены в соответствии с данными kinopoisk.ru.
- США — 11 апреля 1962
- Германия — 10 августа 1962
- Финляндия — 24 августа 1962
- Швеция — 10 сентября 1962
- Дания — 26 декабря 1962

## Интересные факты
- Съёмки фильма проходили в графстве Каунтти, Инглис и Янкетаун, штат Флорида. Память о съёмках фильма увековечена в памятной дорожной табличке и в названии парковой дороги, получившей своё имя по фильму «Следуй за мечтой» (англ. Follow That Dream Parkway).
- В фильме «Следуй за мечтой» впервые появилось комедийное дарование Элвиса.[1][неавторитетный источник]

Фотография памятной дорожной таблички

## Саундтрек
см. Follow That Dream

### Рецензии наDVD
- Рецензия из коллекции «Элвис: Коллекция легендарных кинолент MGM» («Следуй за мечтой», «Кид Галахад», «Фрэнки и Джонни», «Clambake») рецензия Пола Мэвиса на сайте DVD Talk, 24 июля, 2007. (англ.)
- Рецензия Стюарта Гелбрейта IV на сайте DVD Talk, 25 мая, 2004. (англ.)